# Villié-Morgon
Villié-Morgon este o comună în departamentul Rhône din sud-estul Franței. În 2009 avea o populație de 1.886 de locuitori.

## Evoluția populației
| An        | 1975  | 1982  | 1990  | 1999  | 2006  | 2009  |
| --------- | ----- | ----- | ----- | ----- | ----- | ----- |
| Populație | 1.551 | 1.516 | 1.522 | 1.614 | 1.740 | 1.886 |